# Parsenn Schwarzhorn
Parsenn Schwarzhorn är en bergstopp i Schweiz.   Den ligger i regionen Prättigau/Davos och kantonen Graubünden, i den östra delen av landet, 180 km öster om huvudstaden Bern. Toppen på Parsenn Schwarzhorn är 2 670 meter över havet, eller 112 meter över den omgivande terrängen. Bredden vid basen är 0,75 km.
Terrängen runt Parsenn Schwarzhorn är huvudsakligen bergig, men den allra närmaste omgivningen är kuperad. Närmaste större samhälle är Davos, 4,7 km söder om Parsenn Schwarzhorn. 
I omgivningarna runt Parsenn Schwarzhorn växer i huvudsak blandskog. Runt Parsenn Schwarzhorn är det ganska glesbefolkat, med 40 invånare per kvadratkilometer.